# A Pobra de Trives
A Pobra de Trives (spanisch: Puebla de Trives) ist ein Ort und das Verwaltungszentrum einer Gemeinde (municipio) mit 1.968 Einwohnern (Stand: 2024) in der Provinz Ourense in der Autonomen Region (Comunidad Autónoma) Galicien im Nordwesten Spaniens.

## Lage und Klima
A Pobra de Trives liegt etwa 58 km östlich von Ourense und etwa 40 Kilometer nördlich der portugiesischen Grenze in einer Höhe von ca. 745 m. Das vom Atlantik geprägte Klima ist gemäßigt und nicht selten regnerisch (ca. 1286 mm/Jahr).

## Bevölkerungsentwicklung der Gemeinde
Legende: Puebla de Trives___A Pobra de Trives

Quelle: INE-Archiv – grafische Aufarbeitung für Wikipedia
Durch Fortzug in die umliegenden Städte ist die Bevölkerung seit den 1970er Jahren stetig gesunken.

## Gemeindegliederung
Die Gemeinde A Pobra de Trives ist in 19 Parroquias gegliedert:
| Parroquias             | Patrozinium                  | Einwohner 2024 | Fläche km² | Dichte Einw./km² | Höhe msnm | Ortskennzahl |
| ---------------------- | ---------------------------- | -------------- | ---------- | ---------------- | --------- | ------------ |
| Barrio                 | San Xoán                     | 42             | 5,10       | 8                | 700       | 32063010000  |
| O Castro               | San Nicolao                  | 43             | 1,90       | 23               | 898       | 32063020000  |
| Cotarós                | Santiago                     | 27             | 1,55       | 17               | 963       | 32063040000  |
| Cova                   | Santa María                  | 67             | 16,06      | 4                | 986       | 32063030000  |
| A Encomenda            | Santo Antonio                | 78             | 4,44       | 18               | 790       | 32063050000  |
| Mendoia                | Nosa Señora da Concepción    | 41             | 3,64       | 11               | 657       | 32063070000  |
| Navea                  | San Miguel                   | 16             | 7,41       | 2                | 433       | 32063080000  |
| Pareisás               | Santo Antonio                | 37             | 3,34       | 11               | 884       | 32063090000  |
| Pena Folenche          | Santa María                  | 27             | 2,88       | 9                | 840       | 32063110000  |
| Pena Petada            | Santo Estevo                 | 18             | 4,39       | 4                | 1058      | 32063100000  |
| Piñeiro                | San Sebastián                | 56             | 2,95       | 19               | 601       | 32063120000  |
| A Pobra de Trives      | Santo Cristo da Misericordia | 1.236          | 2,43       | 509              | 771       | 32063130000  |
| San Lourenzo de Trives | San Lourenzo                 | 61             | 1,86       | 33               | 836       | 32063160000  |
| San Mamede de Trives   | San Mamede                   | 34             | 4,35       | 8                | 759       | 32063170000  |
| Sobrado                | San Salvador                 | 56             | 3,54       | 16               | 815       | 32063140000  |
| Somoza                 | San Miguel                   | 21             | 12,90      | 2                | 904       | 32063150000  |
| Trives                 | Santa María                  | 42             | 0,84       | 50               | 769       | 32063180000  |
| Vilanova               | Santa María                  | 41             | 2,31       | 18               | 791       | 32063190000  |
| Xunqueira              | San Pedro                    | 34             | 2,03       | 17               | 826       | 32063060000  |

## Wirtschaft
| Ackerbau, Viehzucht und Fischerei                                                  | 048 | 07,49  |
| Industrie                                                                          | 089 | 013,88 |
| Bauwirtschaft                                                                      | 064 | 09,98  |
| Dienstleistungsbetriebe                                                            | 440 | 068,64 |
| Total                                                                              | 641 | 100,00 |
| * Daten aus dem Statistischen Amt für Wirtschaftliche Entwicklung in Galicien, IGE |     |        |

## Sehenswürdigkeiten
- römische Brücke in Bibei
- Salvatorkirche in Sobrado
- Christuskirche in A Pobra de Trives
- markgräflicher Palast
- Uhrenturm
- Rathaus

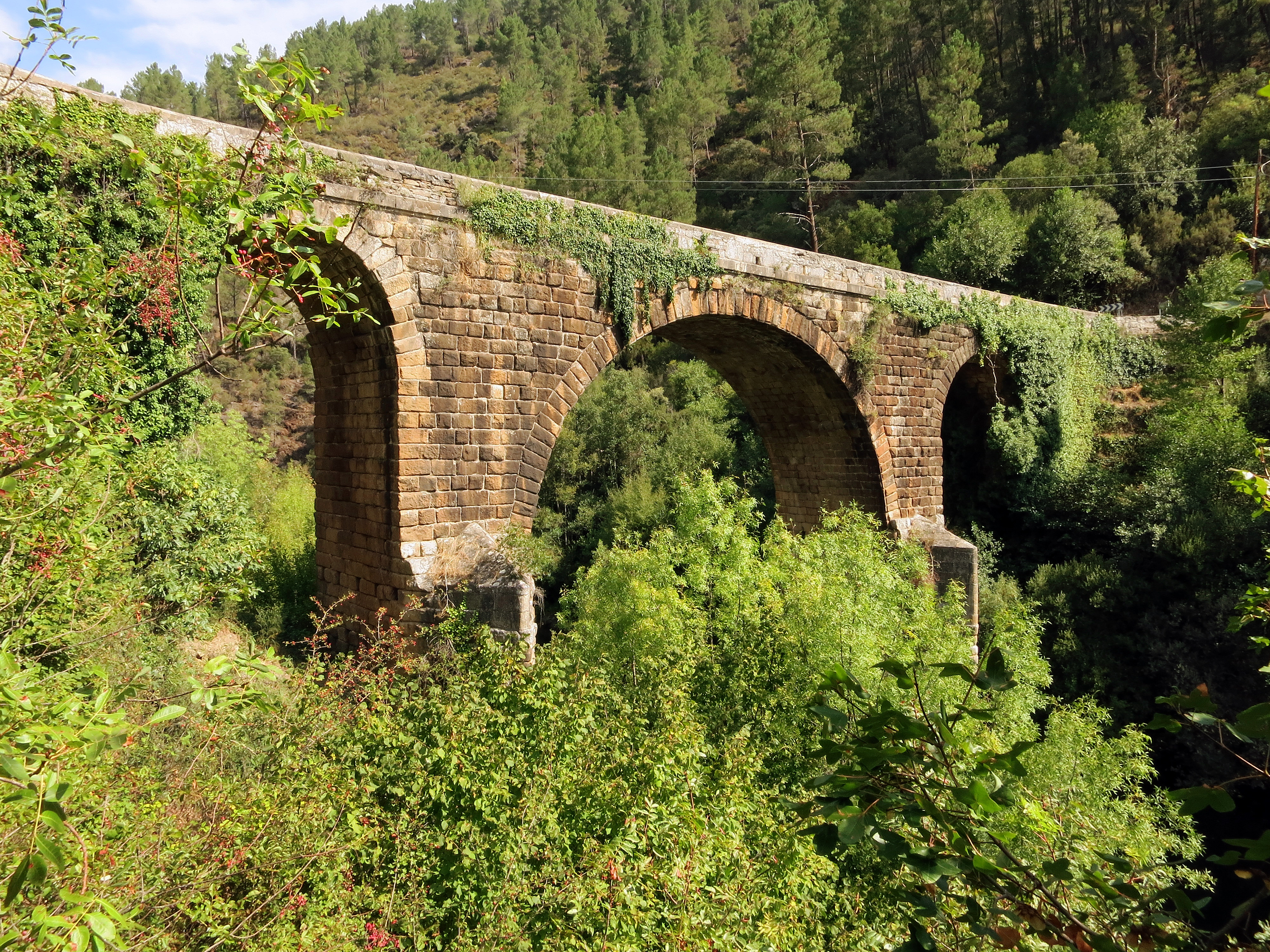
Römische Brücke
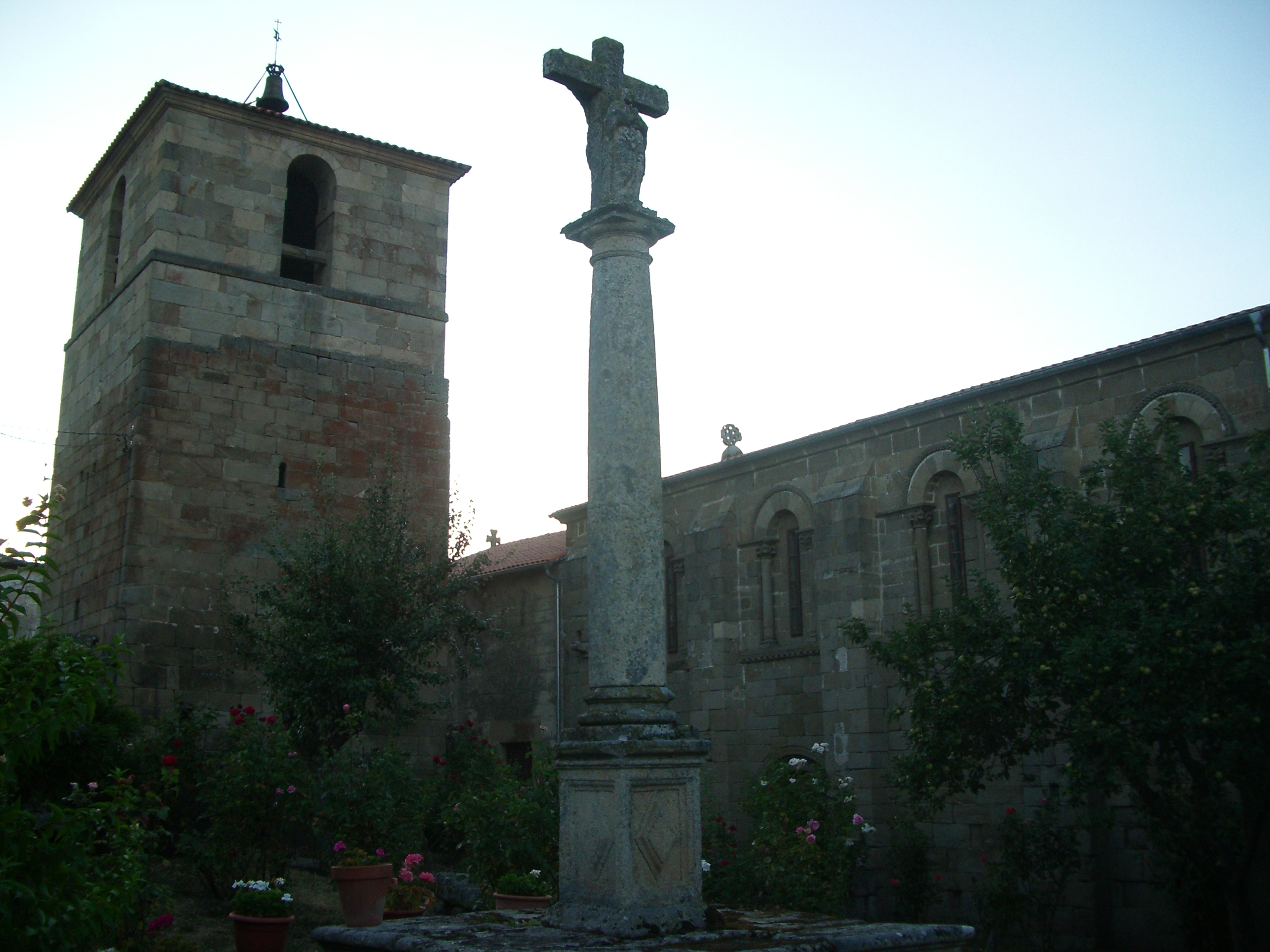
Salvatorkirche
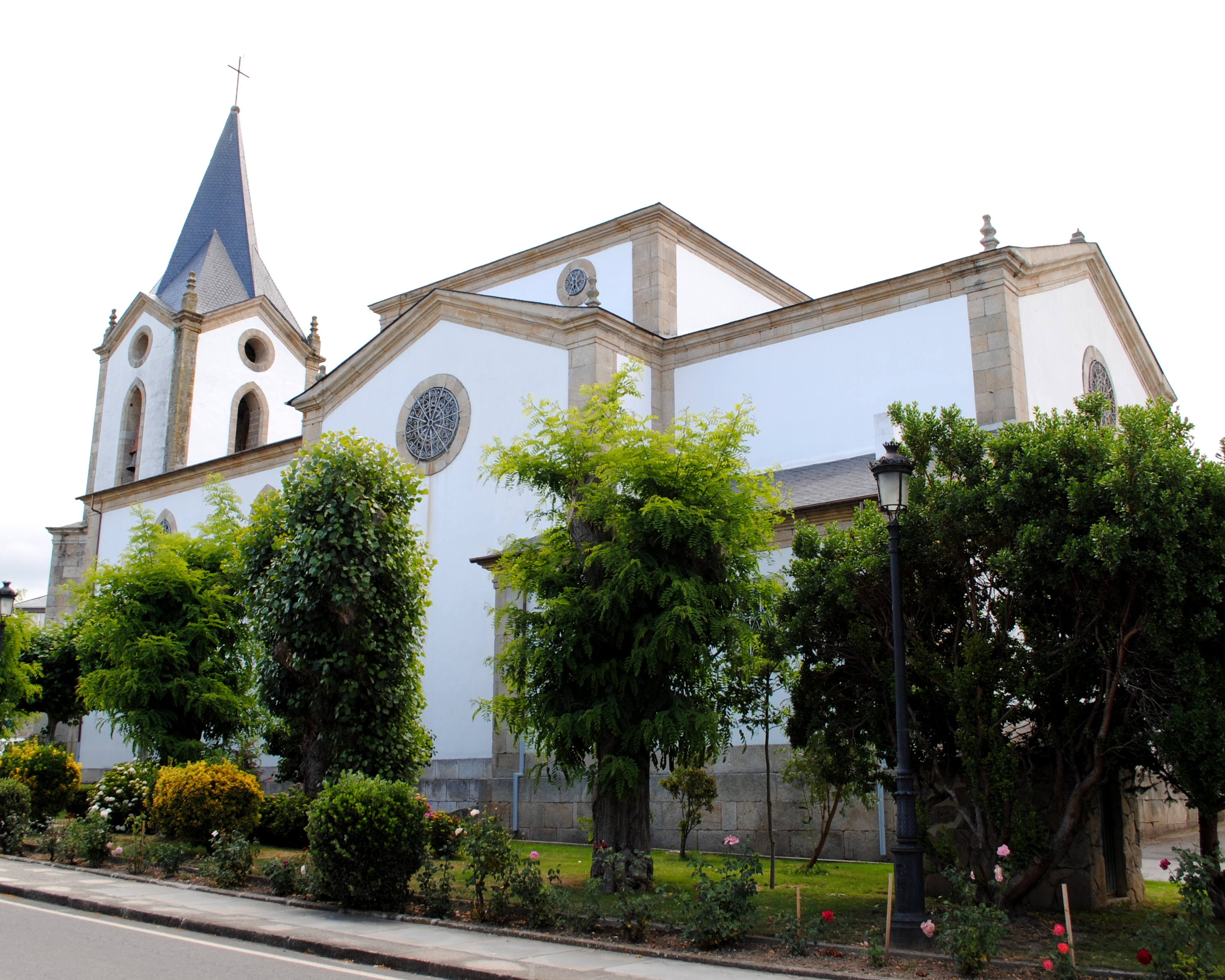
Christuskirche
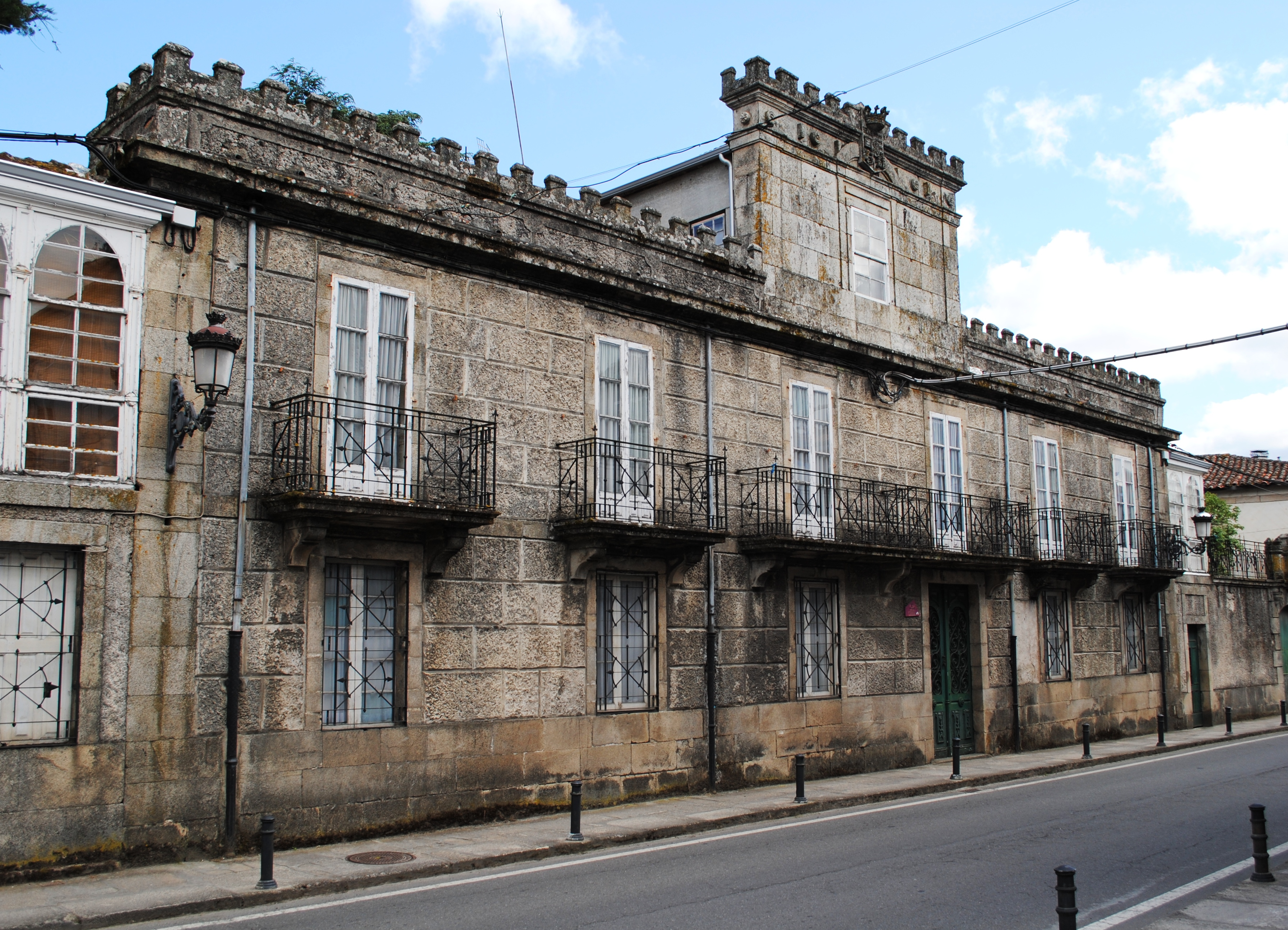
Markgräflicher Palast
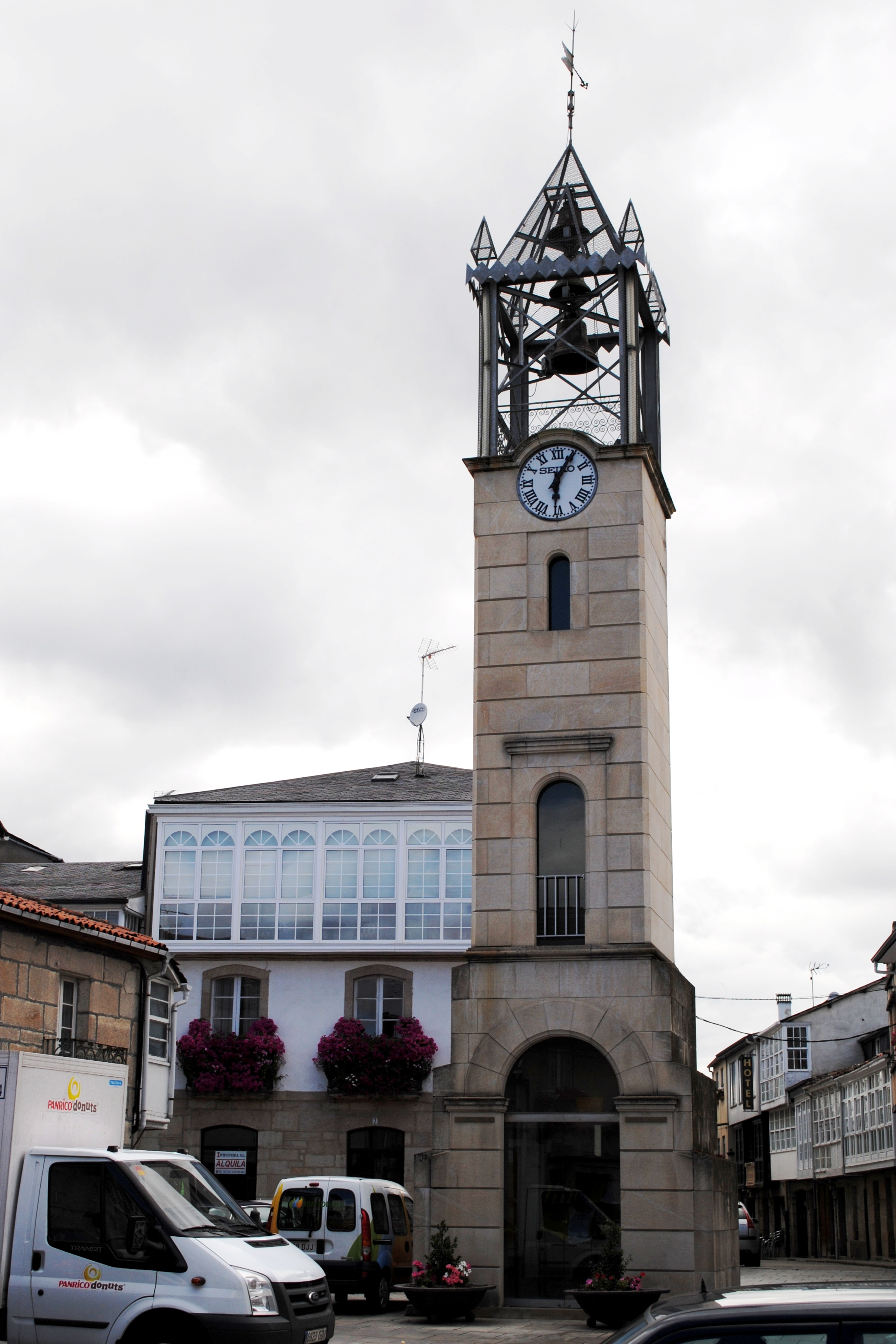
Uhrenturm
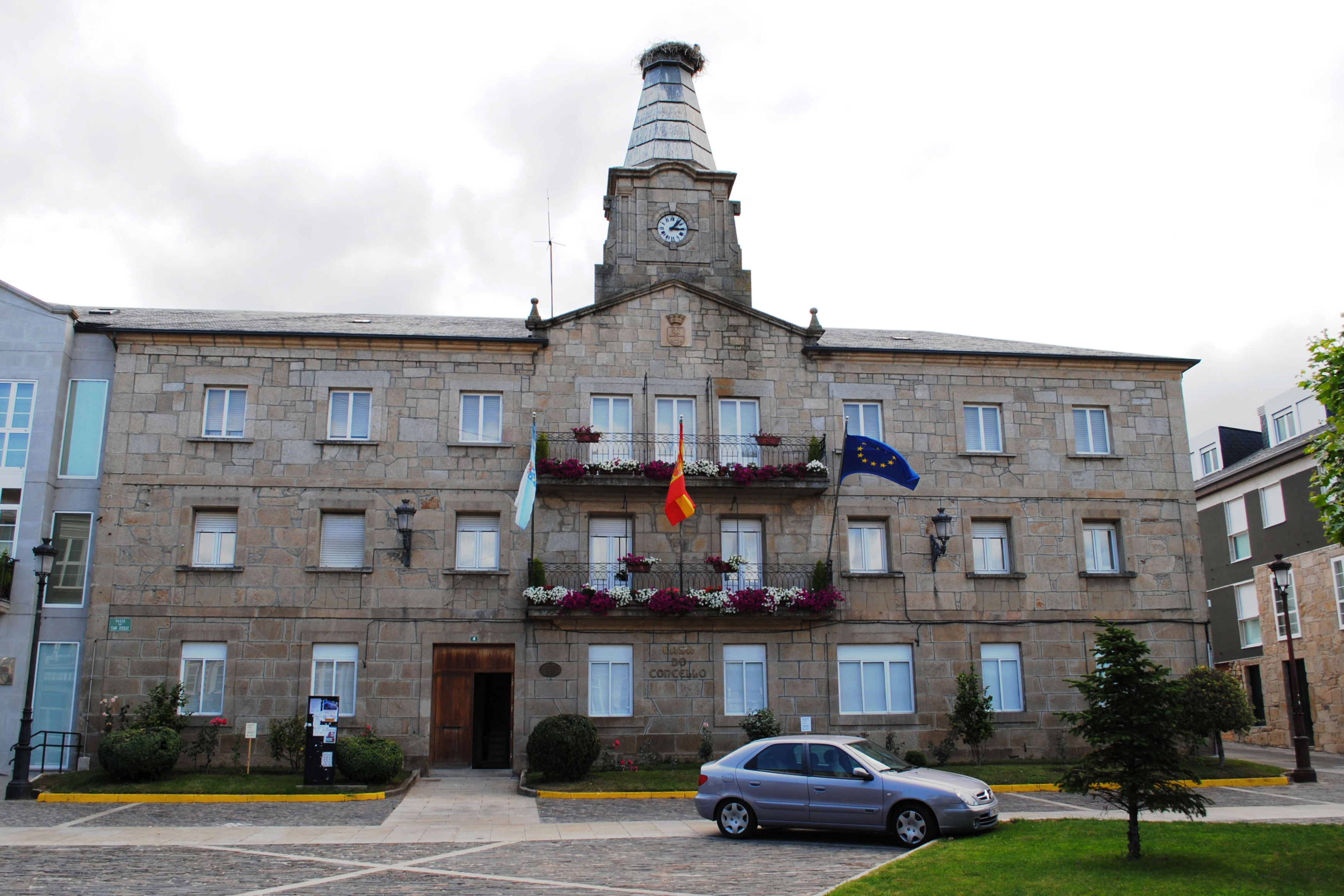
Rathaus

## Persönlichkeiten
- Adolfo Domínguez (* 1950), Unternehmer und Modeschöpfer